# Hypsiboas microderma
Hypsiboas microderma es una especie de anfibios de la familia Hylidae.
Habita en Brasil, Colombia y Perú.
Sus hábitats naturales incluyen bosques tropicales o subtropicales secos y a baja altitud y ríos.